# Paolo Dongo
Paolo Dongo (Genova, 1952) è un criminale italiano.

## Biografia
Condannato all'ergastolo e fondatore insieme a Marietto Rossi e a Cesare Chiti della Banda dei Genovesi. Questi tre criminali, ancora ragazzini, si diedero alle rapine agli uffici postali nel capoluogo ligure. Nel 1977 la banda venne sgominata. Il primo arresto fu quello di Chiti e il 12 ottobre 1977 la banda cercò di liberarlo durante il trasferimento in carcere dal Marassi a Trani. Il tentativo finì male, e ci fu una cruenta sparatoria con le forze dell'ordine: nell'agguato rimase ucciso il brigadiere Ruggero Volpi. Paolo Dongo, così come Chiti, viene arrestato ben presto e, condannato a vita, diviene uno dei Killer delle Carceri, avvicinandosi poi a livello politico alle Brigate Rosse e all'operaismo comunista, e grazie alla stampa comunista diventa un membro delle Pantere Rosse.
Nel febbraio 1980, durante un'udienza processuale, aggredì e ferì alla testa il vicecapo della Mobile Gaspare Paiella, che doveva testimoniare contro di lui. Nel 1982 è responsabile dell'omicidio di Albert Bergamelli, avvenuto nel carcere di Ascoli Piceno. In seguito si rese responsabile del tentativo di evasione dal carcere insieme al nappista Piantamore. Viene nuovamente arrestato nel 2019 per possesso di hashish e patteggia otto mesi di carcere.